# OB-01 Novigrad
OB-61 Novigrad  je ratni brod u sastavu flote Hrvatske ratne mornarice. Prema klasifikaciji, radi se o ophodnom brodu. U JRM je nosio oznaku PČ-171 Biokovo, a 1991. je zarobljen u Šibeniku Od 1991. do 2009. nosio je oznaku OB-61 Novigrad.
Brod se nalazi u sastavu Obalne straže Republike Hrvatske.